# Impressive
Impressive (auch bekannt als KeyJNote) ist eine freie Open-Source-Software, die Präsentationsfolien mit 3D-Effekten anzeigt. Es handelt sich um ein leichtgewichtiges und einfach zu bedienendes Kommandozeilenprogramm, das sich auf PDF-Dokumente und Bilder konzentriert. Das Programm wurde 2005 von Martin Fiedler entwickelt.

## Funktionen
Impressive ist ein einfaches Präsentationsprogramm, das PDF-Dokumente, LaTeX-Folien oder digitale Bilder in den Formaten JPEG, PNG, TIFF und BMP mit 3D-Effekten anzeigt. Präsentationsfolien können in einer externen Software erstellt und anschließend mit Impressive angezeigt werden.
Zu den Funktionen gehören ein Timer, Multi-Monitor-Setups und vollständig anpassbare Steuerungen, die optimal auf Tastatur, Maus und Grafiktablett abgestimmt sind.
Impressive kann verwendet werden, um JPEG-basierte Fotoalben oder komplette Dokumentationssätze in offenen oder Copyleft-Formaten auch auf älterer oder leistungsschwacher Hardware direkt aus der Konsole zu präsentieren.
Grundlegende Funktionen umfassen weiche alphaüberblendete Übergänge und eine Übersichtsfunktion. Der Übersichtsbildschirm zeigt eine Miniaturansicht aller Folien, aus der eine bestimmte Folie ausgewählt und wieder in den Präsentationsmodus zurückgezoomt werden kann.
Hervorhebungsrahmen können bestimmte Bereiche der aktuellen Folie hervorheben, indem ein Rechteck gezeichnet wird. Der Bereich außerhalb des Rahmens wird grau dargestellt und unscharf gemacht. Mehrere Hervorhebungsrahmen pro Folie sind möglich, und diese können gespeichert werden.
Spotlight-Effekte sorgen für dynamische Hervorhebungen. Durch einen speziellen Tastendruck erscheint ein Highlight-Kreis, der dem Mauszeiger folgt.

## Programm
Impressive ist in der Programmiersprache Python geschrieben und verwendet Pygame als Fenstersystem-API für die Darstellung und Steuerung der Benutzeroberfläche.
Die Darstellung der PDF-Dokumentfolien erfolgt über Xpdf, MuPDF oder Ghostscript. OpenGL wird für grafische Effekte und Hardware-Beschleunigung verwendet. Die Software läuft auch auf ressourcenschwacher Hardware wie dem Raspberry Pi.

## Lizenz
Impressive ist unter der GNU General Public License Version 2.0 (GPLv2) lizenziert.